# Gąska bukowa

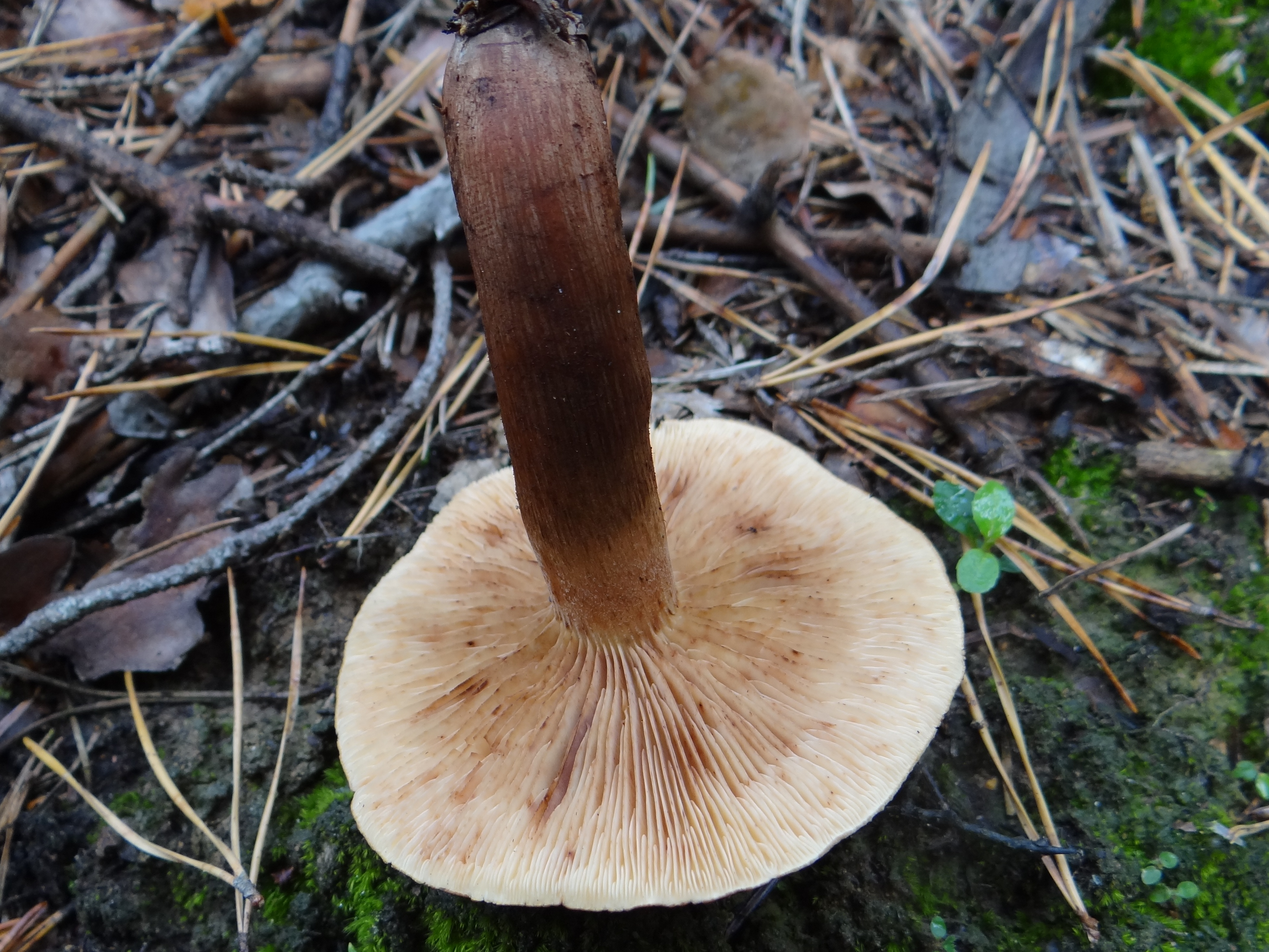
Blaszki u starszych owocników są rdzawe

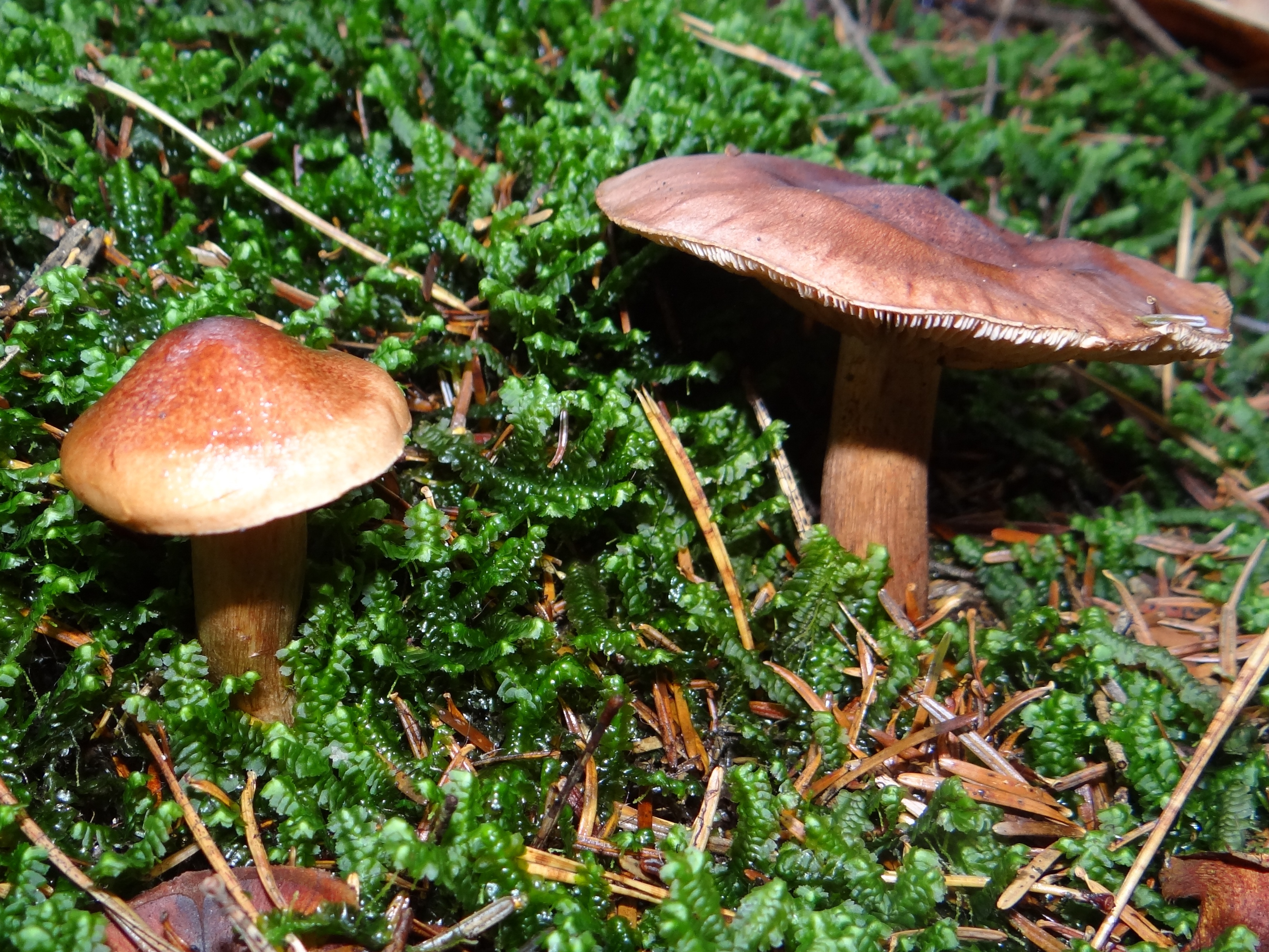
Kapelusze, szczególnie młodszych owocników mają pomarańczowy odcień

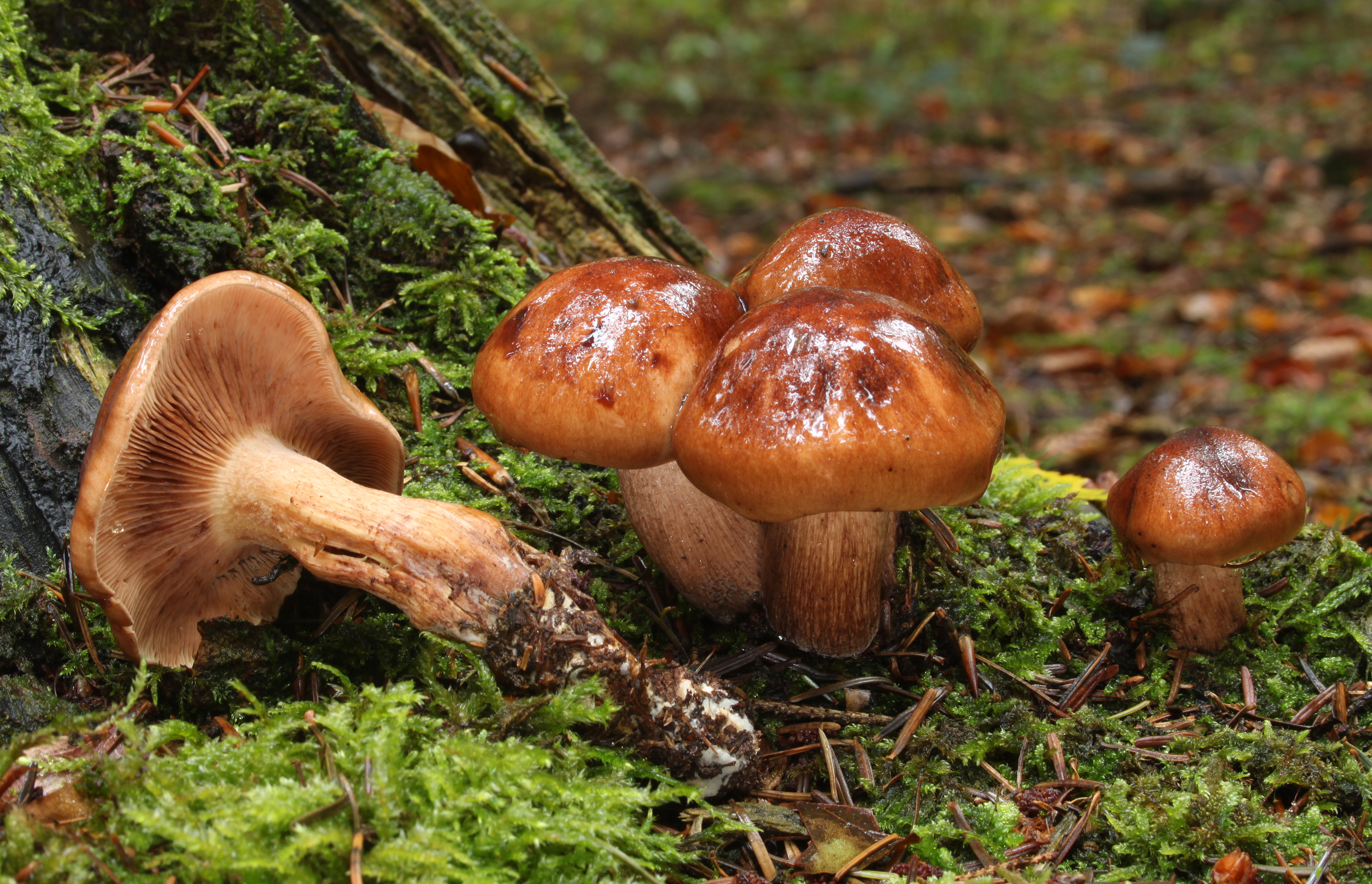

Gąska bukowa (Tricholoma ustale (Fr.) P. Kumm.) – gatunek grzybów należący do rodziny gąskowatych (Tricholomataceae).

## Systematyka i nazewnictwo
Pozycja w klasyfikacji według Index Fungorum: Tricholoma, Tricholomataceae, Agaricales, Agaricomycetidae, Agaricomycetes, Agaricomycotina, Basidiomycota, Fungi.
Po raz pierwszy takson ten zdiagnozował w 1818 r. Elias Fries nadając mu nazwę Agaricus ustalis. Obecną, uznaną przez Index Fungorum nazwę nadał mu w 1871 r. P. Kumm., przenosząc go do rodzaju Tricholoma. Niektóre synonimy naukowe:

- Agaricus fulvellus Fr. 1838
- Agaricus ustalis Fr. 1818
- Gyrophila ustalis (Fr.) Quél. 1886
- Tricholoma fulvellum (Fr.) Gillet 1874

Nazwę polską podał Władysław Wojewoda w 2003 r., wcześniej gatunek ten w polskim piśmiennictwie mykologicznym miał nazwę gąska ogorzała.

## Morfologia
Kapelusz
Średnica 4–10 cm, początkowo wypukły z niewielkim garbem, później rozpostarty i często powyginany. Brzeg długo pozostaje podwinięty. Skórka gładka, naga, bez strefowań, w kolorze od pomarańczowego do czerwonobrązowego, często z oliwkowym odcieniem. Za młodu jest silnie śluzowaty, później staje się bardziej suchy. Na starość, lub po wysuszeniu owocniki czernieją.
Blaszki
Gęste i ścieśnione, wykrojone, lub zatokowo przyrośnięte. U młodych osobników białawe, potem rdzawe, u starszych czerniejące.
Trzon
Wysokość 5–10 cm, grubość 0,8–1,5 cm, walcowaty, bez pierścienia. Za młodu pełny, potem pusty, jaśniejszy od kapelusza i pokryty brązowymi włókienkami.
Miąższ
Białawy, łagodny lub gorzki, po przełamaniu czasem czerwieniejący i wydzielający mączną woń.
Zarodniki
O kształcie od elipsoidalnego do kulistego i rozmiarach 8–11 × 5–6 μm.

## Występowanie
Występuje w lasach liściastych i mieszanych, oraz w parkach. Rośnie na ziemi, wyłącznie pod bukami. Owocniki wytwarza od sierpnia do listopada. Rośnie na różnego rodzaju glebach, w Europie Środkowej, z wyjątkiem wyższych położeń górskich występuje pospolicie.

## Znaczenie
Grzyb mikoryzowy. Jest niejadalny z powodu gorzkiego smaku. Jest także grzybem trującym. W Europie nie notowano zatruć tym grzybem, jednak w Japonii jest jednym z trzech gatunków powodujących największą liczbę zatruć grzybami. Objawami zatrucia są ostre dolegliwości żołądkowo-jelitowe.

## Gatunki podobne
Podobne, o brązowym ubarwieniu są: gąska żółtobrunatna (Tricholoma fulvum), gąska czerwonobrązowa (Tricholoma batschii), gąska gorzkawa (Tricholoma stans). Gąska bukowa od innych brązowych gąsek różni się tym, że występuje wyłącznie pod bukami, kapelusz ma pomarańczowy lub oliwkowy odcień, a trzon jest jednolicie ubarwiony (bez jasnej strefy pod kapeluszem).